# Scambus signatus
Scambus signatus är en stekelart som först beskrevs av Pfeffer 1913.  Scambus signatus ingår i släktet Scambus och familjen brokparasitsteklar. Inga underarter finns listade i Catalogue of Life.